# Old Wives Lees
Old Wives Lees är en ort i grevskapet Kent i sydöstra England. Orten ligger i distriktet Ashford och civil parishen Chilham, cirka 8 kilometer sydväst om Canterbury. Tätorten (built-up area) hade 637 invånare vid folkräkningen år 2021.